# John Felton
John Felton, född omkring 1595, död 28 oktober 1628, var en engelsk militär.
Den 23 augusti 1628 stack Felton ned hertigen av Buckingham i Portsmouth. Felton dömdes till döden och hängdes samma år.